# Параличинки

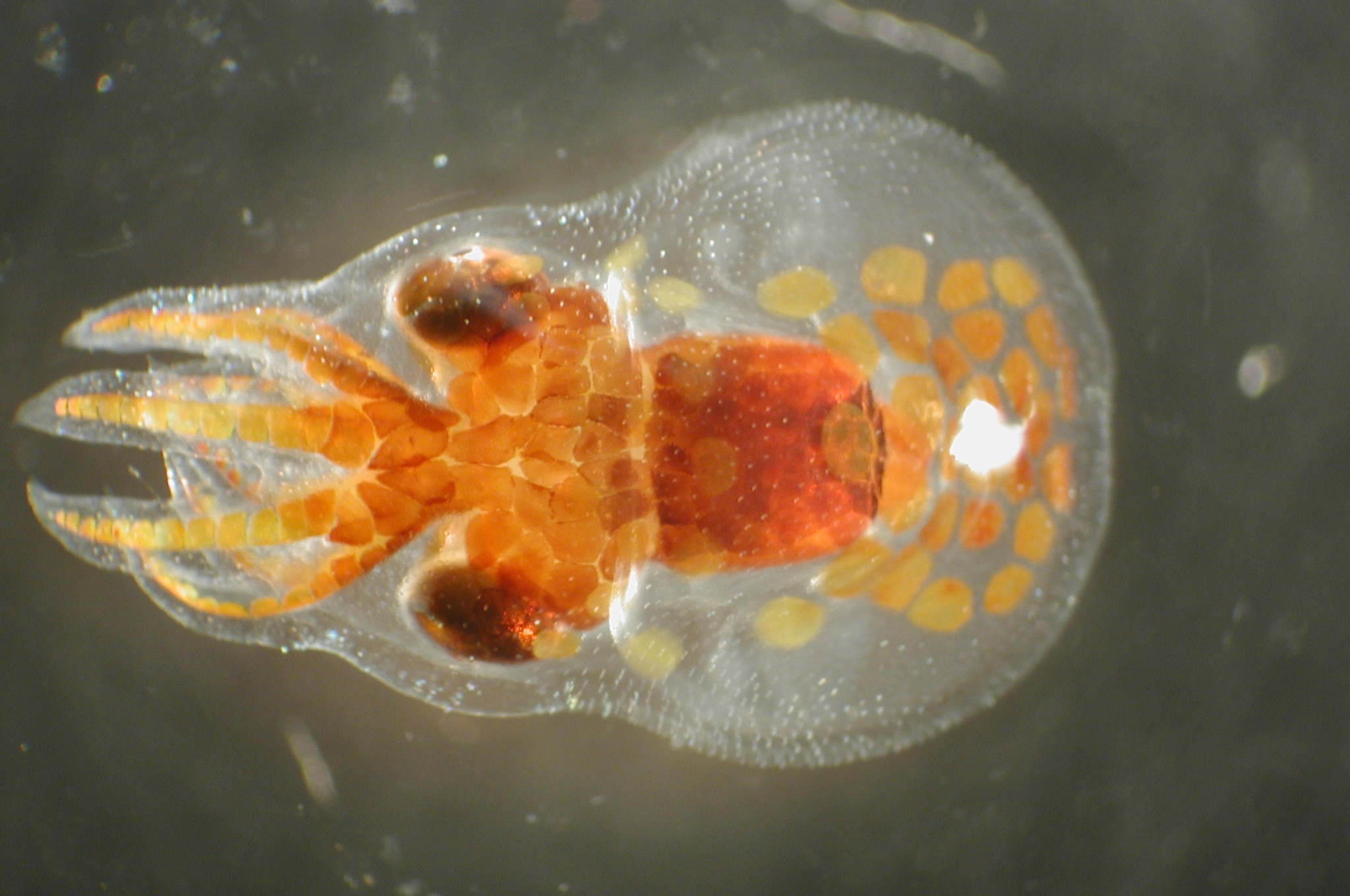
Параличинка осьминога

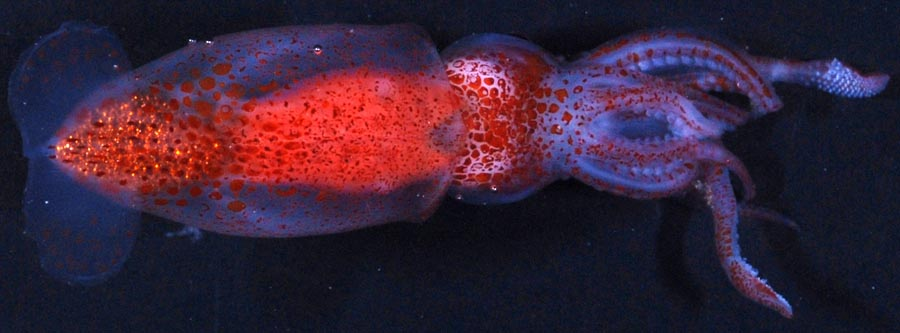
Параличинка кальмара Psychroteuthis glacialis

Параличинки (ед. число : параличинка) — молодые головоногие моллюски в планктонной стадии между вылуплением и полувзрослой особью. Эта стадия отличается от личиночной стадии животных, которые претерпевают настоящий метаморфоз. Параличинки наблюдались только у представителей отрядов Octopoda и Teuthida.
Термин был введен Ричардом Э. Янгом и Робертом Ф. Харманом в 1988 году.
Параличинки обычно проводят неопределенное количество времени в планктоне, а затем, как правило, спускаются в среду обитания взрослых особей в мезопелагической или батипелагической зоне. Численность их популяции зависит от колебаний показателей смертности в течение планктонного периода.